# لیکویو (اورگن)
لیکویو  (به انگلیسی: Lakeview ) شهری در شهرستان لیک ایالت اورگن است و در سرشماری سال ۲۰۱۱ میلادی، ۲٬۲۹۴ نفر جمعیت داشته که نسبت به سال ۲۰۱۰، ۰٫۲۶ درصد رشد جمعیت داشته‌است.

## نگارخانه

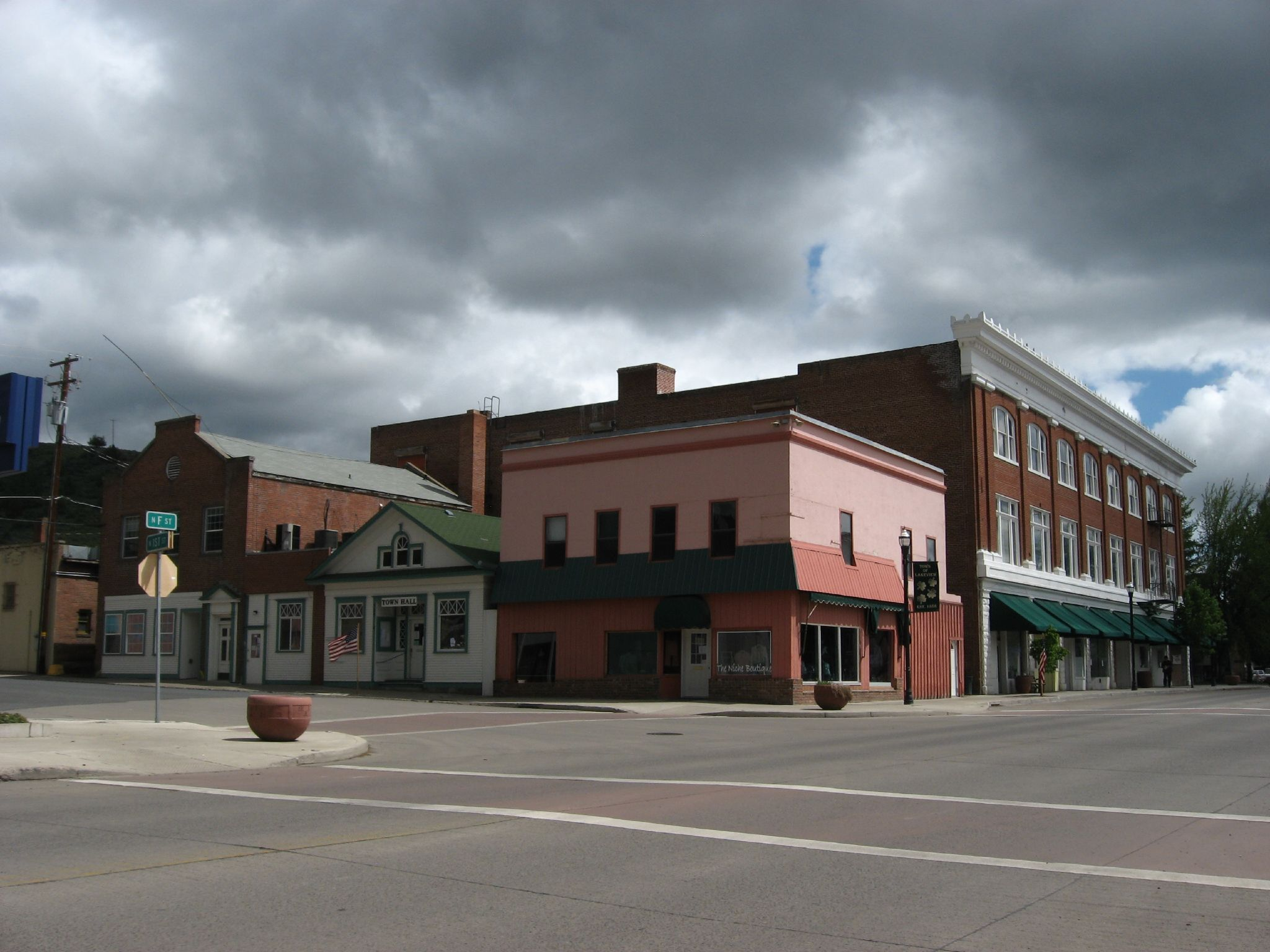
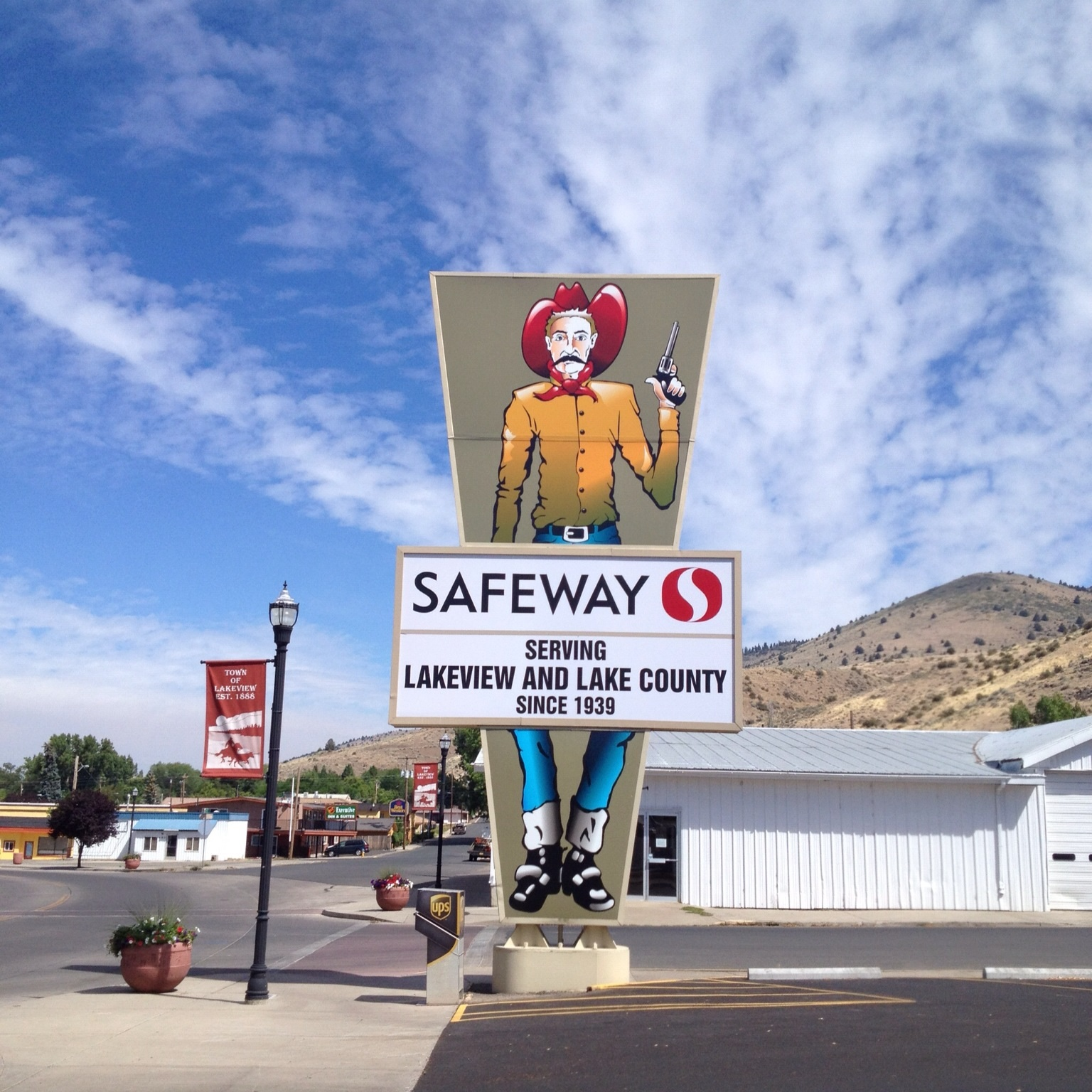
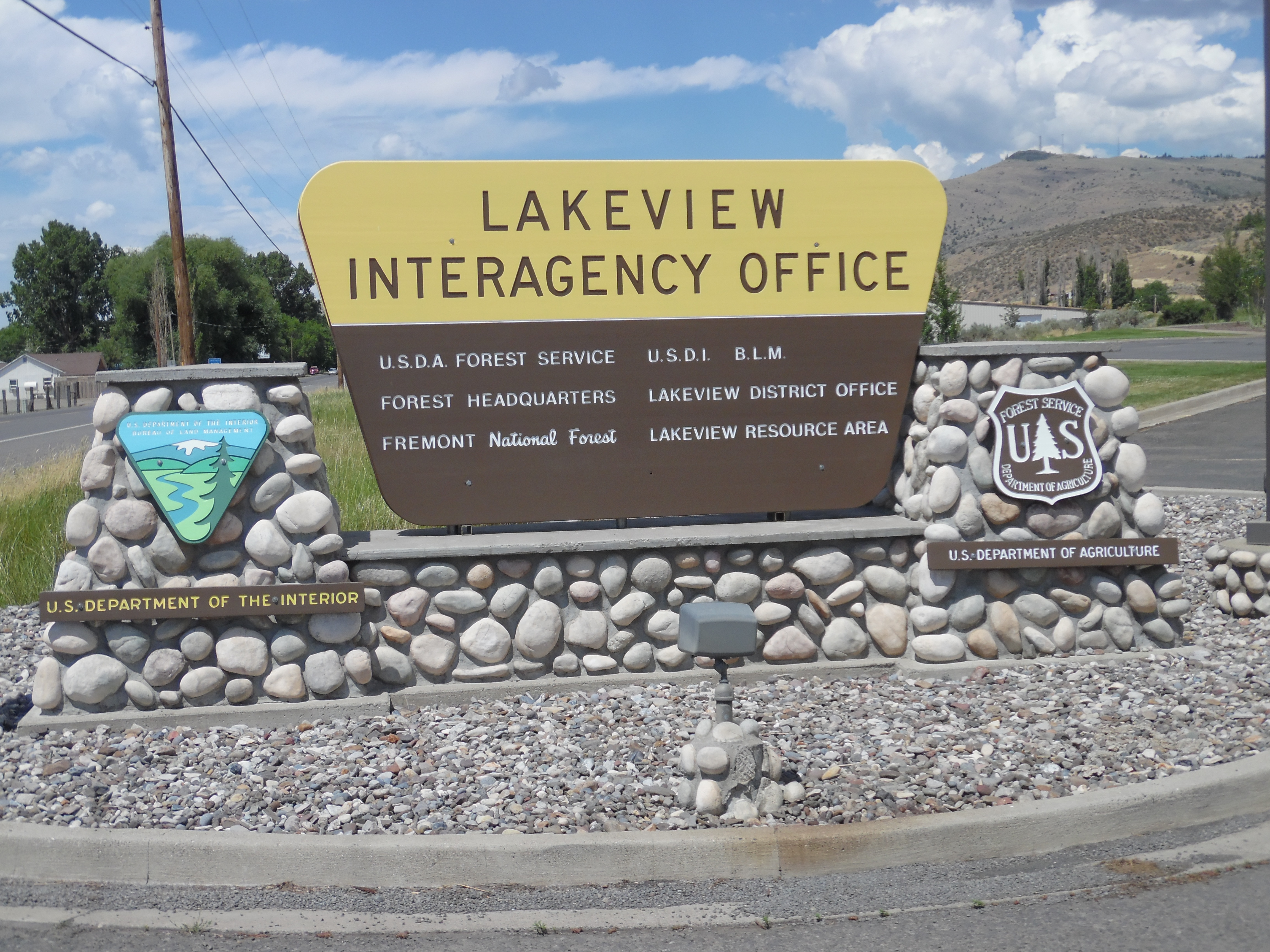
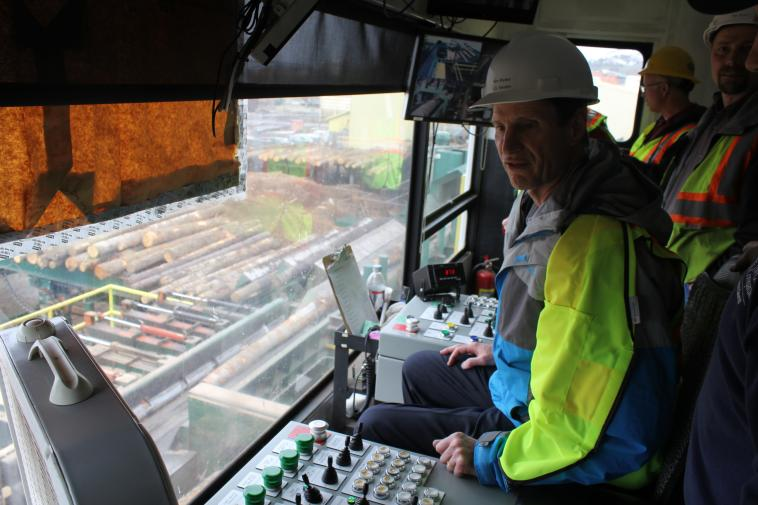
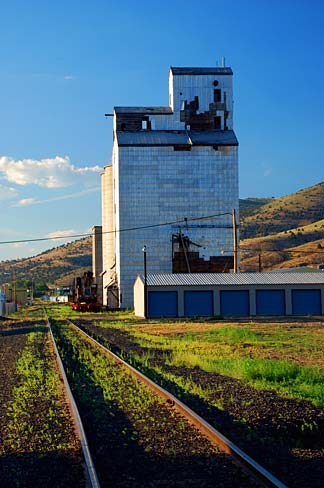